# Type-B
Type-B는 손담비가 발매한 첫 번째 정규 음반으로 타이틀곡은 "토요일 밤에"이다. 2009년 3월 24일 온라인을 통하여 공개하였으며 26일에는 오프라인 공개를 하였다.

## 수록곡
| #             | 제목                           | 작사·작곡     | 재생 시간 |
| ------------- | ------------------------------ | ------------- | --------- |
| 1.            | 〈토요일 밤에〉                | 용감한 형제   | 3:42      |
| 2.            | 〈No Sympathy〉                |               | 3:58      |
| 3.            | 〈두 번째라도〉                |               | 3:57      |
| 4.            | 〈느리게 잊기〉                |               | 4:46      |
| 5.            | 〈Bad Boy〉 (Remix Version)    |               | 3:15      |
| 6.            | 〈미쳤어〉 (Remix Version)     |               | 3:14      |
| 7.            | 〈그만하자〉                   |               | 3:42      |
| 8.            | 〈투명인간〉                   |               | 4:14      |
| 9.            | 〈Twice Too Many Time〉        |               | 2:57      |
| 10.           | 〈토요일 밤에〉 (Instrumental) |               | 3:42      |
| 총 재생 시간: | 총 재생 시간:                  | 총 재생 시간: | 37:27     |

## 특징
1. 9번 트랙 "Twice Too Many Time"은 손담비의 데뷔 싱글앨범 Cry Eye 수록곡 "혼자"의 영어 버전이다.
2. 2번 트랙 "No Sympathy"는 미니앨범 2집 수록곡 No Sympathy를 편곡했다.
3. 3번 트랙 "두 번째라도"는 러브홀릭 전 멤버 지선의 자작곡이다.
4. 가사 "토요일 밤에~"에서 나오는 춤이 화제를 모았다. 검지손가락을 펴로 밑에서 위로 S자를 그리는 춤이다.

## 수상 내용
- KBS 뮤직뱅크 4월 10일 디지털음원차트 1위
- KBS 뮤직뱅크 4월 17일 디지털음원차트 1위
- SBS 인기가요 4월 19일 뮤티즌송
- SBS 인기가요 4월 26일 뮤티즌송
- SBS 인기가요 5월 3일 뮤티즌송